# Csallóköz
A Csallóköz (szlovákul: Žitný ostrov (régebben: Čalokez vagy Šuty), németül: Große Schüttinsel) hosszúkás alakú folyami sziget a Kisalföld szlovákiai részén, a Dunától északra, Pozsonytól délkeletre. A Duna, a Kis-Duna és a Vág-Duna határolja. Pozsonytól (amelynek egy kis része a Csallóközben fekszik) Komáromig húzódik. Legnépesebb települése Komárom. Legnagyobb részét a Dunaszerdahelyi járás foglalja magába.
A Csallóköz Európa legnagyobb szárazföldi szigete. A folyók övezte síkság Szlovákia legtermékenyebb területei közé tartozik. Itt található Szlovákia legnagyobb föld alatti vízkészlete, a Duna föld alatti hordalékaiban.
A terület termálvizeinek ásványianyag-tartalma igen kedvező.
A Csallóköz 1918-ig a Magyar Királyság szerves részét képezte megosztva Pozsony és Komárom vármegye között. Lakossága az 1940-es évek második felében történt ki- és betelepítések ellenére is döntő többségében magyar.
Nevét valószínűleg egykor a Dunába torkolló Csalló folyótól kapta, mely nagyjából a mai Kis-Duna helyén folyhatott és török eredetű szónak vélnek. Egyes mondák szerint egykor a tündérek birodalma volt. Bővelkedett természeti kincsekben, ezért is nevezték „Aranykertnek”. A legkorábbi ismert középkori térképábrázoláson Somorja után "insula santa maria dicitur magna" néven szerepelt, később pedig Győr után "insula jaurim magna dic." (Angelino Dulcert térképein).

## Földrajz
Az árvízvédelem ismert kezdetei egészen a 15. századig nyúlnak vissza, amikor Zsigmond király elrendelte a somorjai gát megépítését. A tervszerű árvízvédelem azonban csak a 19. században kezdődött el. A belvízlevezető csatornahálózat építése 1854-ben kezdődött és hosszú évtizedeken át folytatódott.

### Élővilág

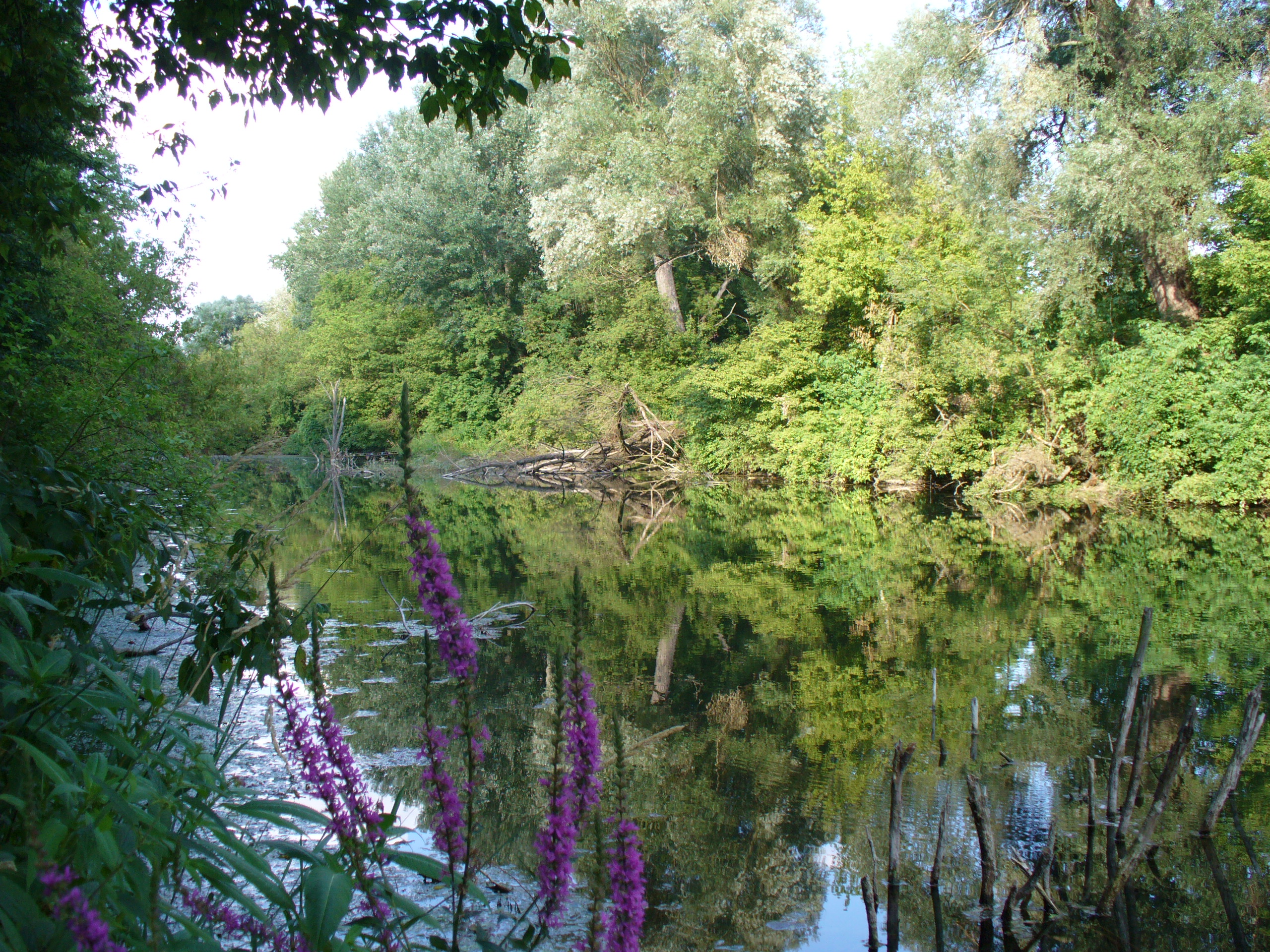
Duna-ártéri Természetvédelmi Terület (Chránená krajinná oblasť Dunajské luhy), Pozsonypüspöki és a Szenci járás területén

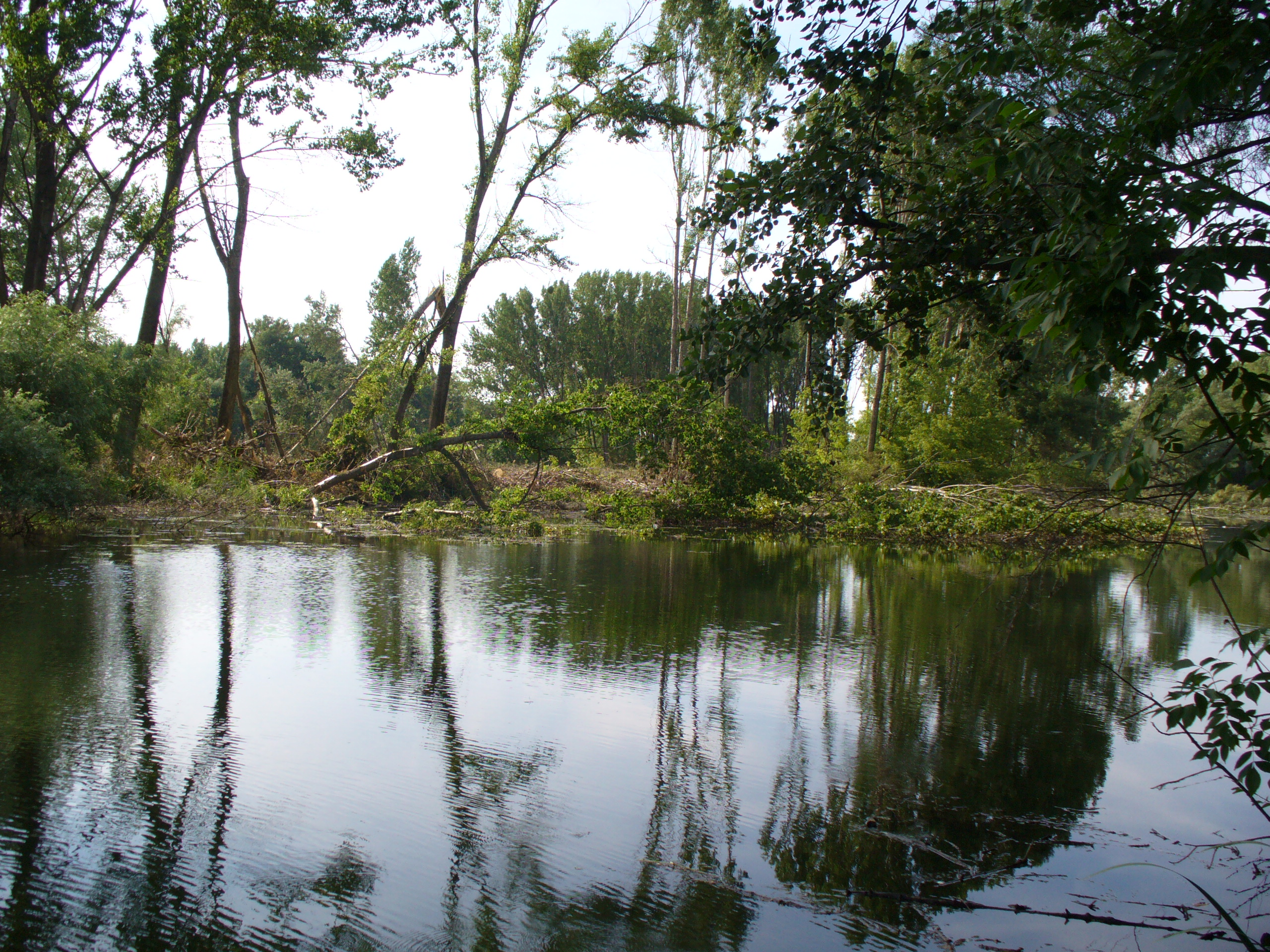
Duna-ártéri Természetvédelmi Terület (Chránená krajinná oblasť Dunajské luhy), Vajka és a Doborgaz között

A terület valószínű eredeti vegetációját a kőrises, sziles tölgyes és a füzes nyárfás ártéri erdők alkotják. Helyenként szintén megtalálhatóak mocsarak különböző fajtái. Vezető fa fajta a nyárfa és a füzek, de mindezek mellett előfordul a fehér akác, kőris és a szilfák. Bokrok közül megtalálható a fekete bodza, galagonya, som, fagyal, kányabangita és a szeder. Az ártéri erdőnek dzsungelszerű jelleget kölcsönöznek a kúszónövények.
Állattani szempontból a terület rendkívül fontos a halfauna védett, kihalás szélén álló fajának a lápi pócnak, mely a dunamenti terület endemikus faja – valamint az emlősök közül a patkányfejű pocoknak az előfordulása miatt.
Értékes kétéltűek és hüllők előfordulása, mint például az ásóbéka vagy az erdei sikló. A Hami nádas emellett madártanilag is jelentős lelőhely tekintettel a 80 madárfajra, amiből 51 védett, mint például a nádiposzáta, sármány, fülemüle és mások. A Hami nádas pillanatnyilag a viszonylag legöregebb mocsári növényi biotóp a csicsói területen. Eredetileg dunai folyóág folyamatos eliszaposodásának eredménye. A terület értéke ritka mocsári életközösség megőrzésében rejlik, amely a legidősebb a csicsó terület fokozatosan eliszaposodó volt dunai-ágainak sorában.
A Csallóközben telelnek át az északi vadlibafajok, s a terület kedvelt élőhelye a vadkacsának, fácánnak, fürjnek, túzoknak és számos védett madárfajnak. Baka község határában, a Duna ártéri erdeiben található a ritkaságszámba menő rétisas kiemelten védett fészkelőhelye. A fekete harkály által kiszorított szalakóta az 1970-es években teljesen eltűnt, de az 1990-es évek közepén ismét felfedezték néhány példányát. A túzok-állomány az 1970-es években még megközelítőleg 300–400 körül mozgott, jelenlegi állománya azonban csupán néhány egyedre korlátozódik. Viszonylag gyakori madárfaj a gyurgyalag. A hattyúk egyedszáma is nagy mértékben megnövekedett.
A Csallóközben 1959 óta követhető nyomon a gólya elektromos vezetékek oszlopain való fészkelése. Míg 1934-ben még a fészkek kétharmada volt épületek (nád)fedelein, és majdnem egyharmaduk kéményeken, addig 50 évvel később épületek tetőzetén már nem ismertek a régióban fészkelést. A fészkek kétharmada ekkor már villanyoszlopokon volt. A fákon való fészkelés az egész vizsgált időszakban elenyésző mértékű volt.

## Történelem
A honfoglaláskor Lél törzse szállta meg a területét. A mai holtág területét először a középkorban IV. Béla király 1268-ból származó adományozó levelében említik, mint AQUA AD VILIAM CYCHOV. Ebben az időszakban indult a terület benépesedése is.
Mátyás királynak Nagymegyer környéke volt a kedvenc vadászó területe, Komáromban pedig kedvenc hajója állomásozott. 1506-ban I. Miksa német-római császár megtámadta és felprédálta nyugat-Magyarországot: Burgenlandot, Pozsonyt, Sopront és a Csallóközt, hogy érvényt szerezzen dinasztikus érdekeinek a magyar trónt illetően.
A török megszállás alatt Csallóköz Pozsonyt és a budai pasát is kiszolgálta. A csapatok felvonulási területe is itt volt. Rengeteg portya folyt ezen a területen. A rendi felkelés bizonyítékaként[forrás?] felgyújtották Somorja városát. Dán katonák 1704. április 19-én Adam Frederik Trampe (1650-1704) altábornagy vezetésével a Csallóközbe indítottak sikertelen támadást.
Az 1848–49-es forradalom és szabadságharc eseményei csallóközi vonatkozásai közé tartozik a Somorja melletti Pipagyújtónál történt kisebb ütközet is. A magyar honvédek állásokat építettek, amikor egy kis létszámú osztrák csapat rájuk támadt. 7 magyar katona meghalt és a csárdát felgyújtották. Csiliznyáradon van egy honvédsír. Színi Sebő Alajos ezredes a tápióbicskei csatában, párbajban megölt egy osztrák ezredest. Állítólag Jókai Mór róluk mintázta A kőszívű ember fiaiból jól ismert Baradlay–Palwicz párbajt. Nagyobb csaták nem voltak.
1918-ban Csehszlovákiához került ez a terület. Földreformot hajtottak végre, amelynek következményeként ide özönlöttek a csehek, morvák, szlovákok, akik ún. kolóniákat alkottak. 1938-ban a területet visszacsatolták Magyarországhoz, majd a második világháború után újból elcsatolták deportálások és a lakosságcsere-egyezmény keretében több ezer magyar család volt kénytelen elhagyni szülőföldjét. Házaikba idegen telepesek költöztek.

## Települések
Legnagyobb települések:
| Név                            | Népesség (fő, 2011) |  |
| Komárom                        | 34 349              |  |
| Dunaszerdahely                 | 22 477              |  |
| Pozsonypüspöki (Pozsony része) | 20 611              |  |
| Vereknye (Pozsony része)       | 19 177              |  |
| Somorja                        | 12 726              |  |
| Gúta                           | 10 696              |  |
| Nagymegyer                     | 8859                |  |
| Bős                            | 5361                |  |
| Dénesdtorcsmisérd              | 4482                |  |

Lásd még: Kategória:Csallóköz települései

## Néprajz
A Kis-Duna és a Duna régmúlt képéhez a vízimalmok sokasága is hozzátartozott, melyekből még a 19. században is több száz működött.
A dunaszerdahelyi Csallóközi Múzeum néprajzi gyűjteményében láthatók a dunai aranymosók szerszámai is. A Csallóköz egyik nevezetes tevékenysége volt az aranymosás, melynek művelői féltve őrizték titkaikat. Romantikus, de fárasztó foglalkozás volt ez, s meggazdagodni nem nagyon lehetett belőle.
Csallóköz népviseletében szerepet kapott a kékfestéssel készült öltözet is. Az ősi kékfestő műhelyek azonban napjainkra sajnos megszűntek.
Az itt élők ősfoglalkozása elsősorban a halászat volt. A legfontosabb halak: a viza, a harcsa, a ponty, a keszeg, a süllő, a csuka és egyéb kisebb fajok, például a vágódurbincs. Egykoron a térség egyik legértékesebb halfaja a viza volt. Ez a Fekete-tengerből a Csallóköz csendes vizeibe ívni felvándorló halóriás. A halakat a piacokon árulták. A bécsi halpiacon például külön standjuk volt a csallóközi vizásoknak.

## Gazdaság
A sziget kiemelt mezőgazdasági terület, az egész régiót öntözőcsatornák szelik keresztül-kasul. Fontos volt a halászat is.
Korábban jelentős volt a folyókra épülő malomipar. Nagyobb ipari létesítmények voltak a komáromi hajógyár és a bősi vízerőmű.
A Pozsony–Komárom-vasútvonal halad át rajta.

## Látnivalók
Észak-Csallóköz fő látnivalója a szentantali ferences kolostor, amely a vidék fontos búcsújáróhelye immár három évszázada. A legenda szerint 1715-ben a kegyképen Szűz Mária szemeiből először víz, azután vér tört elő. Még több könnyezés is történt és csodás gyógyulások történtek a buzgó imádság hatására. Remete Szent Antal-zarándokhellyé vált és mind a mai napig búcsút tartanak a kolostorban. Sok látnivaló található még Csallóközben, számos kastély, múzeumok. A legnagyobb turisztikai helyet viszont a bősi vízierőmű jelenti. Itt a töltésen – kerékpárutakon Bécsből az erőműn keresztül Csiliznyárad felé el lehet jutni Budapestre is. A Csicsói Holtág Nemzeti Természetvédelmi Terület Csicsó és Kulcsod kataszterében a Duna folyó árterületén kivül fekszik. Összterülete 79,87 hektár, ebből 52,28 hektár esik Csicsó kataszterébe. Védett övezetté csak a Csicsóhoz tartozó rész lett nyilvánítva.
A Csicsói Holtág a Csallóköz egyik természetileg legértékesebb területe. A terület magját maga a szabálytalan alakú holtág alkotja. A keleti partvonalat meredek védőgát határolja, a nyugati part enyhébb lejtésű és folyamatosan sűrű, gyékényesbe és nádasba megy át. Az egész holtág a fokozatosan eliszaposodás és növényzettel való benövés stádiumában van.
A keleti részen egy nagy öböl található, amely a töltésnek a 19. század végén bekövetkezett gátszakadásakor keletkezett. A nyugati részen a partok hosszában majdnem a teljes holtág be van nőve vízi növényzettel. Ez a jelenség valószínűleg a domináns nyugati szelekkel hozható összefüggésbe. A rezervátum külső területét a régi, több mint 100 éves, parti vegetációval benőtt dunai töltés alkotja. Ez egy változó szélességű ártéri-erdő és bozót sáv a holtág hosszában, amely a vízfelület felé helyenként littorális (azaz a tengerpartokra jellemző) növénytársulásokba megy át. A töltés átmenetet képez a szomszédos mezők és a tavak között, egyben ez alkotja a rezervátum védett övezetét is.
A védett övezetben található a Hami nádas is, hol a növénytakaró központi részét a nád és a magas sás sűrű vegetációja alkotja. A nádas helyenként vizenyős területbe megy át, máshol füzes vagy nyárfás növényzet határolja. A helyszín közepén a Ham csatorna halad. A vízi  növénytársulások közül a csatornában jelentős: békaliliom, fehér tündérrózsa, vízitök, virágkáka.
A Duna már az Osztrák-Magyar monarchia korában is árvízvédelmi szakaszokra volt fölosztva. A folyó mentén lakóházak épültek az alkalmazottaknak, akiknek feladata a szakaszok őrzése volt. Az utolsó ilyen gátőr az Első Szlovák Köztársaság idején egy Lion nevű olasz származású polgár volt, aki Csicsóra nősült. Az ő háza őrzi még ma is a holtágat – LION-t.[forrás?]
A terület a Duna vízgyűjtő területébe tartozik. Hidrológiai szempontból is főleg a Duna folyásának hatása alatt áll.
A holtág a felszínalatti szivárgásokból táplálkozik. A víz átlagmélysége 3 méter, a legmélyebb részen eléri a 6,1 métert is. Nagy víztartalom és vízáteresztő képesség jellemzi. Emellett a rendszert befolyásolja a csatornahálózat és a bősi vízierőmű is.